# Lerista nichollsi
Lerista nichollsi är en ödleart som beskrevs av  Arthur Loveridge 1933. Lerista nichollsi ingår i släktet Lerista och familjen skinkar. Inga underarter finns listade i Catalogue of Life.